# Николаевское сельское поселение (Щербиновский район)
Николаевское сельское поселение — муниципальное образование в Щербиновском районе Краснодарского края России.
В рамках административно-территориального устройства Краснодарского края ему соответствует  Николаевский сельский округ.
Административный центр и единственный населённый пункт — село Николаевка.

## Население
| 2010  | 2012  | 2013  | 2014  | 2015  | 2016  | 2017  |
| ----- | ----- | ----- | ----- | ----- | ----- | ----- |
| 1299  | ↘1288 | ↘1257 | →1257 | ↗1267 | ↘1251 | ↘1236 |
| 2018  | 2019  | 2020  | 2021  | 2023  |       |       |
| ↘1221 | ↘1220 | ↗1227 | ↘1083 | ↘1029 |       |       |